# Camelot (musical)
Camelot es un musical de Alan Jay Lerner (libreto y letras) y Frederick Loewe (música). Está basado en la leyenda del Rey Arturo según las cinco novelas de T. H. White: The Once and Future King.
La producción original de 1960, dirigida por Moss Hart y orquestada por Robert Russell Bennett y Philip J. Lang, se estrenó en Broadway. Contó con Julie Andrews y Richard Burton en los papeles protagonistas y duró 873 funciones, ganando cuatro Premios Tony (uno de ellos, para Burton) y dando lugar a varios reestrenos y adaptaciones a otros países. En 1967 se realizó la película Camelot (protagonizada por Richard Harris y Vanessa Redgrave). El álbum grabado con el reparto original en América fue un éxito discográfico durante 60 semanas.

## Producciones

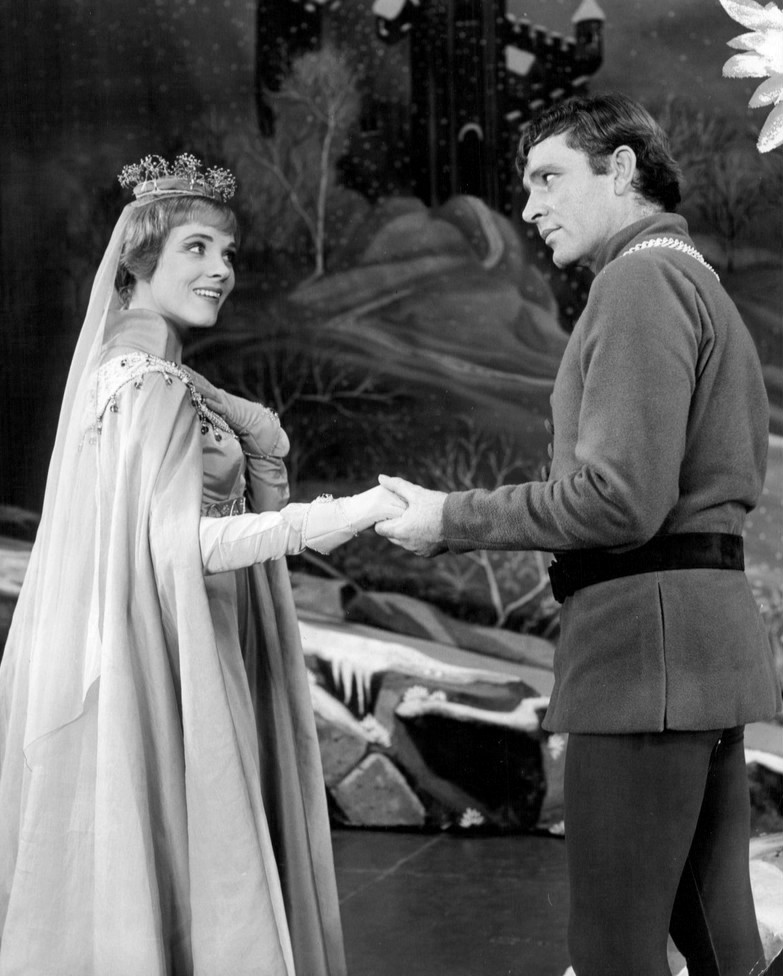
Julie Andrews y Richard Burton en los papeles de la Reina Guenevere y el Rey Arturo.

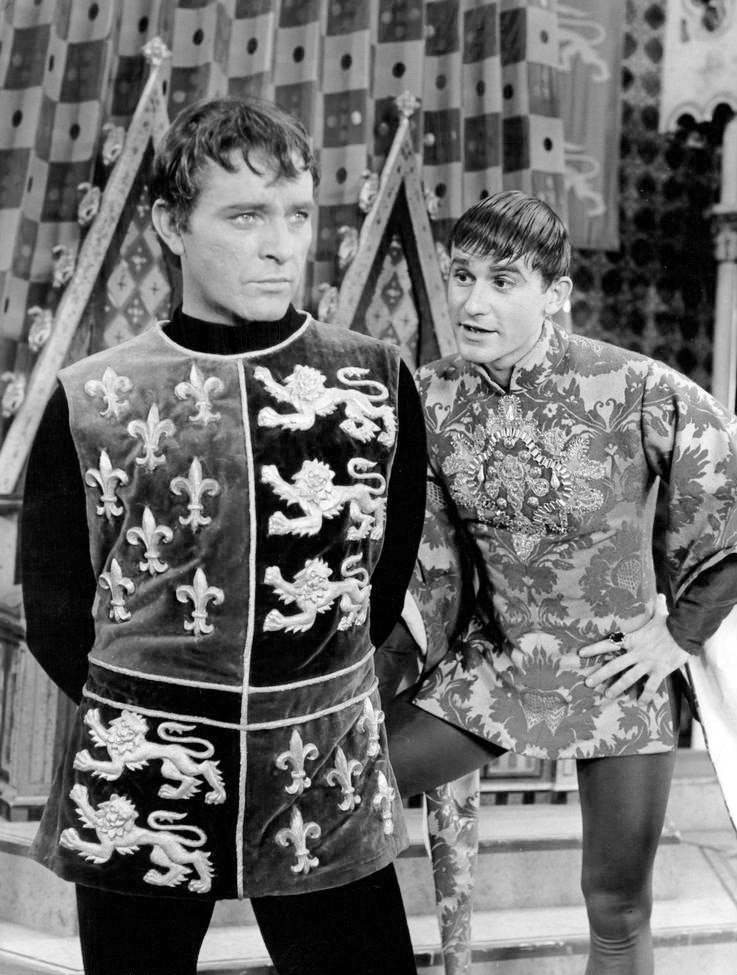
Burton como Rey Arturo y Roddy McDowall como Mordred.

## Premios y candidaturas
Premios Tony de 1961
- Mejor actor principal en un musical – Richard Burton (ganador)
- Mejor diseño escénico en un musical – Oliver Smith (ganador)
- Mejor diseño de vestuario en un musical – Adrian y Tony Duquette (ganadores)
- Mejor director en un musical – Franz Allers (ganador)
- Mejor actriz principal en un musical – Julie Andrews (candidata)

Theatre World Award de 1961
- Robert Goulet (ganador)

## Registro de reparto original
| Año  | Gráfico                                                      | Peakposition |
| ---- | ------------------------------------------------------------ | ------------ |
| 1961 | Álbumes de Pop de los EE.UU. (Cartelera)[la cita necesitada] | 1            |
| 1968 |                                                              |              |